# Eparquia de Lungro
A Eparquia de Piana degli Lungro (Eparchia Lungrensis) é uma igreja particular sui iuris das circunscrições eclesiásticas católicas da Igreja Católica na Itália, dependente diretamente da Santa Sé. Pertence à Igreja Católica Ítalo-Albanesa e celebra o rito bizantino
A sé eparquial está na Catedral de são Nicolau de Mira, em Lungro, na Região da Calábria.

## Território
A Diocese inclui a cidade de Lungro e 29 paróquias: 25 na província de Cosenza (Acquaformosa, Castroregio, Cerzeto, Civita, Ejanina, Farneta, Firmo, Frascineto, Lungro, Macchia Albanese, Plataci, San Basile, San Benedetto Ullano, San Cosmo Albanese, San Demetrio Corone, San Giorgio Albanese, Santa Sofia d'Epiro, Vaccarizzo Albanese); duas na província de Potenza (San Costantino Albanese, San Paolo Albanese); uma na província de Pescara (Villa Badessa); uma na cidade de Lecce (paróquia de são Nicolau de Mira).

## História
A eparquia foi erguida em 13 de fevereiro de 1919 com a bula Catholici fideles de Bento XV.

## Lista dos Eparcas
- Giovanni Mele † (1919 - 1979)
- Giovanni Stamati † (1979 - 1987)
- Ercole Lupinacci (1987 - 2010)
  - Salvatore Nunnari (10 de agosto 2010 - 12 de maio 2012) (adminstrador apostólico)
- Donato Oliverio, (desde 12 de maio 2012)